# László Andor
László Andor (Zalaegerszeg, 3 giugno 1966) è un economista e politico ungherese, Commissario europeo per l'Occupazione, gli Affari Sociali e l'Integrazione nella Commissione Barroso II dal 2010 al 2014.
È un esponente del Partito Socialista Ungherese e dunque del Partito Socialista Europeo.

## Biografia
Laureatosi in economia all'università Karl Marx di Budapest (ora università Corvinus), Andor vi ha poi insegnato politica economica come professore associato. Ha studiato anche alla George Washington University a Washington e all'Università di Manchester. Dal 1993 ha diretto una rivista ungherese di scienze sociali di orientamento progressista (Eszmélet).
Dal 2003 Andor è stato uno dei responsabili del Partito Socialista Ungherese per l'economia.
Dal 2005 fino alla nomina come commissario europeo Andor è stato uno dei membri del Consiglio direttivo della Banca Europea per la Ricostruzione e lo Sviluppo e vi ha rappresentato Ungheria, Croazia, Repubblica Ceca e Slovacchia.
Il 13 giugno 2014, nel corso di una conferenza tenuta a Berlino, László Andor ha avanzato forti critiche riguardo alla gestione fino ad allora tenuta delle politiche economiche, monetarie e sociali dell'Unione, in particolare avanzando dubbi sul progetto di unione monetaria europea così come è stato concepito, sulla gestione della crisi del debito greco e sulle misure di stabilizzazione del debito adottate negli ultimi anni.